# Ardbraccan House
Ardbraccan House (irisch Teach Ard Breacáin, früher auch Ardbraccan Palace) ist ein Landhaus im palladianistischen Stil bei Navan im irischen County Meath. Von den 1770er-Jahren bis 1885 diente es der Church of Ireland als Residenz des Bischofs von Meath.

## Geschichte

### Bau
In Ardbreccan gab es über eintausend Jahre lang eine Bischofsresidenz; zunächst residierte dort der Bischof von Ardbreccan und später, nach der Zusammenlegung vieler kleiner Diözesen mit der Diözese Meath, der Bischof von Meath. Im Mittelalter stand ein großes Haus im Tudorstil namens St. Mary’s an dieser Stelle. Aber 1734 beschloss der anglikanische Bischof Arthur Price (1678–1752), das verfallende Landhaus durch eine neue Residenz im georgianischen Stil zu ersetzen.
Zuerst wurden die beiden Seitenflügel des Hauses erbaut, erst dann ließ Bischof Maxwell den zweistöckigen Hauptblock mit vier Jochen in den 1770er-Jahren hinzufügen. Teilweise wurde das Gebäude vom deutschen Architekten Richard Cassels (auch „Richard Castle“ genannt) entworfen. Dieser hatte schon einige bedeutende irische Gebäude, wie z. B. das Leinster House in Dublin, erstellt.

#### Gerücht über Grabsteindiebstahl
Eine Legende besagt, dass Grabsteine vom benachbarten katholischen Friedhof von Markiestown, einige Kilometer entfernt, gestohlen und als Treppenstufen für die Bedienstetenquartiere der Residenz benutzt worden seien. Ob es sich dabei um eine moderne Sage handelt, die auf der intensive Rivalität zwischen der anglikanischen Church of Ireland und der vorwiegend römisch-katholischen Bevölkerung in Bohermeen (die unter den diskriminierenden Penal Laws leiden mussten und den Zehnt an die Church of Ireland abführen mussten) beruht, oder einen tatsächlichen Hintergrund hat, ist nicht bekannt. Es ist möglich, dass für das Haus einige Bausteine der verfallenen Kirche aus der Vor-Reformationszeit auf dem Friedhof verwendet wurden, auch wenn man weiß, dass seit Mitte bis Ende des 18. Jahrhunderts alle Grabsteine von diesem Friedhof entfernt wurden.

### Verkauf
Der neue Bischofspalast wurde für seine Architektur berühmt. Der Bischof der Church of Ireland hielt, unterstützt von Zuschüssen des Staates und örtlich eingehobenen Zehnten, Hof von seinem Palast aus, der der Mittelpunkt eines großen Landgutes war. Aber die Entstaatlichung der Church of Ireland 1871, der die Streichung der von den Katholiken bezahlten Zehnten vorausging, schwächte die Überlebensmöglichkeiten des bischöflichen Anwesens erheblich, das nun ausschließlich auf die kleine Gemeinde der Church of Ireland angewiesen war. 1885 verkaufte der Bischof Anwesen und Haus und zog in ein passenderes, kleineres Landhaus in der Nähe. Der älteste Sohn von Hugh Law, einem früheren Lordkanzler von Irland, kaufte Ardbraccan House, das daraufhin in dessen Familie blieb, bis es 1985 Colonel Owen Foster an Tara Mines verkaufte, die es als Gästehaus für Geschäftsleute nutzten.

### Heute
Ende der 1990er-Jahre kaufte David Maher das Landhaus und investierte eine große Summe in dessen Restaurierung. 2002 gewann die Restaurierung von Ardbraccan House den Preis Best Restauration of a Private Building von An Taisce und wurde für die Allgemeinheit geöffnet.
Anfang der 2000er-Jahre genehmigte die Baubehörde des County Meath der Bau einer neuen, großen Autobahn, der die Stadt Kells an das Autobahnnetz anschließen und über einen Teil des historischen Landgutes verlaufen sollte. Die Irish Georgian Society und Umweltschützer kritisierten den Vorschlag. Dennoch wurde die Fernstraße M3 im Jahre 2010 eröffnet.
2013 wurde das Anwesen an den US-amerikanischen Geschäftsmann und Rennstallbesitzer Charles Noell verkauft.